# Idaea aridata
Idaea aridata är en fjärilsart som beskrevs av Philipp Christoph Zeller 1847. Idaea aridata ingår i släktet Idaea och familjen mätare. Inga underarter finns listade i Catalogue of Life.